# Shamakhy (quận)
Shamakhy (tiếng Azerbaijan:Şamaxı) là một quận thuộc Azerbaijan. Dân số thời điểm năm 2012 là 80625 người.
Thị trấn nằm 106 km (66 mi) về phía tây của Baku. Dân cư có người Đức (chiếm hơn 95%) và người Nga. Shamakhi đã từng nổi tiếng với các vũ công truyền thống, các vũ công Shamakhi. Mặc dù Shamakhi đã phải chịu đựng các cuộc tấn công, động đất và bao vây, nó vẫn giàu di tích lịch sử và văn hóa, đứng đầu trong số đó là Baba Zinda gần khu định cư của Maraza.
Trong lịch sử của nó, mười một trận động đất lớn đã làm rung chuyển Shamakhi, nhưng mỗi lần nó được tái tạo bởi người dân của nó do vai trò là thủ đô kinh tế và hành chính của Shirvan và một trong những thị trấn trọng yếu trên con đường tơ lụa. Tòa nhà duy nhất còn sót lại tám trong số mười một trận động đất là Nhà thờ Hồi giáo Juma mang tính bước ngoặt (thế kỷ thứ 8).